# آنتونیو اسپوزیتو (بازیکن فوتبال، زاده ۱۹۹۰)
آنتونیو اسپوزیتو (انگلیسی: Antonio Esposito؛ زادهٔ ۵ سپتامبر ۱۹۹۰) بازیکن فوتبال اهل ایتالیا است.
از باشگاه‌هایی که در آن بازی کرده‌است می‌توان به باشگاه فوتبال اینتر میلان، باشگاه فوتبال اسپتزیا، باشگاه فوتبال پیاچنزا، باشگاه فوتبال پادوا، و باشگاه فوتبال مونتسا اشاره کرد.